# Regadas
Regadas is een plaats (freguesia) in de Portugese gemeente Fafe en telt 1794 inwoners (2001).

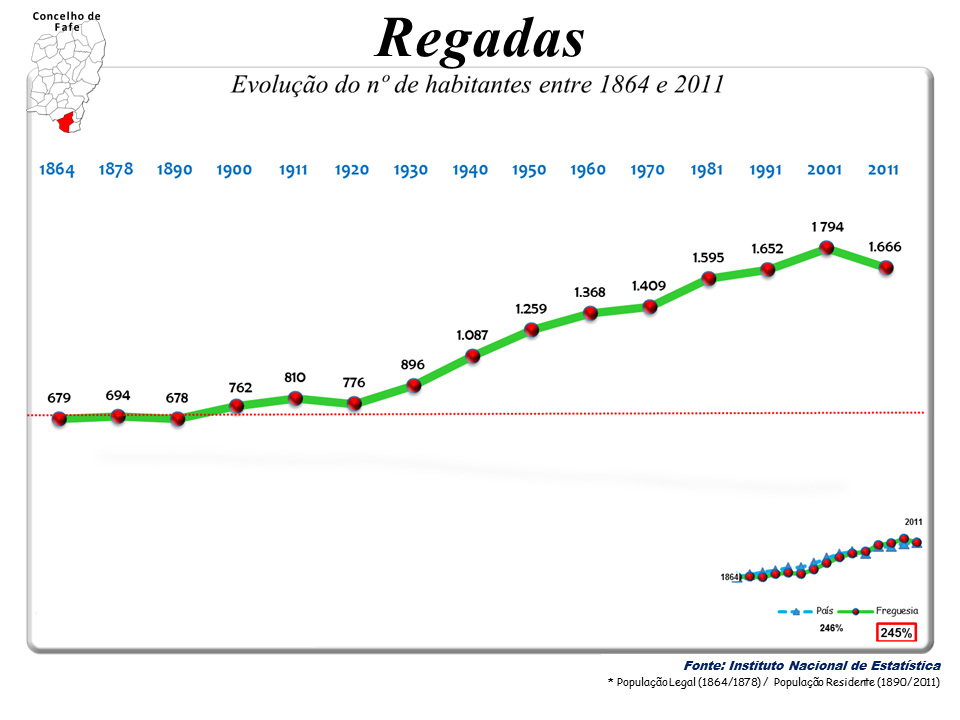
Bevolkingsontwikkeling tussen 1864 en 2011